# Соблазнение (фильм)
«Соблазнение» (англ. Pickup) — фильм нуар режиссёра Гуго Гааса, который вышел на экраны в 1951 году.
Фильм рассказывает о немолодом железнодорожном служащем Яне Хораке (Гуго Гаас), который знакомится с привлекательной блондинкой Бетти (Беверли Майклз). Находясь в отчаянном финансовом положении, Бетти вскоре выходит за Яна замуж, однако ей быстро надоедает скучная жизнь жены железнодорожника, который к тому же начинает глохнуть. Бетти заводит роман с молодым коллегой Яна (Аллан Никсон), подталкивая его к убийству мужа ради получения его пенсионных накоплений.
Это был первый американский фильм чешского актёра и режиссёра Гуго Гааса, который был также сценаристом и исполнителем главной роли.
Критики обратили на сходство сюжета этой картины с классическим фильмом нуар «Почтальон всегда звонит дважды» (1946). Постановка и актёрская игра в фильме вызвала противоречивые отзывы специалистов.

## Сюжет
В знойной пустыне на окраине маленького городка около железной дороги стоит скромный дом железнодорожного служащего средних лет Яна «Ханки» Хорака (Гуго Гаас), который два года назад потерял жену. Однажды к нему заходит его друг, обнищавший ценитель поэзии по прозвищу Профессор (Хоуленд Чемберлен), которому Ян жалуется на одиночество, рассказывая, что только что похоронил свою любимую собаку, которую сбила машина. Когда к нему на подмену приезжает молодой железнодорожный диспетчер Стив Ковальски (Аллан Никсон), Ян едет в ближайший городок, чтобы купить себе новую собаку. Там на местной ярмарке с аттракционами, где Ян торгуется из-за щенка, на него обращает внимание красивая соблазнительная блондинка Бетти (Беверли Майклз), которая по непонятной причине заключает, что Ян богат. Она спорит со своей подругой Ирмой (Джо Кэрролл Деннисон), что познакомится с этим немолодым господином и вынудит его оплатить её обед. В кафе Ян первоначально не реагирует на попытки Бетти обратить на себя внимание, однако когда речь заходит о собаках, он заметно оживляется и предлагает Бетти пойти посмотреть на понравившегося ему щенка. Затем они возвращаются в кафе, где Бетти в музыкальном автомате ставит романтическую музыку, рассчитывая, что Ян пригласит её на танец, однако тот неожиданно слышит в голове непонятное жужжание и на несколько мгновений теряет слух. В озабоченном состоянии Ян немедленно выходит из кафе и уезжает домой. На следующий уикенд Ян снова приезжает в город, встречая в кафе Бетти, которая страдает от тяжёлого похмелья. Извинившись за свой поспешный уход, Ян предлагает девушке проехаться по свежему воздуху на его машине за город, после чего выпить у него дома кофе. Бетти соглашается на прогулку, однако при виде небогатого дома Яна заметно расстраивается. Пока Ян готовит кофе, Бетти роется в комоде, находя там банковскую книжку, согласно которой у Яна лежит на пенсионном счёте 7300 долларов. На вопрос, когда он выйдет на пенсию, Ян заявляет, что будет работать ещё шесть лет. После этого Бетти к удивлению Яна спрашивает, почему бы ему не симулировать болезнь и не выйти на пенсию раньше. Видя, что тот не собирается обсуждать эту тему, Бетти решает уехать домой. В этот момент к Яну заходит Стив, который как раз собирается в город, чтобы уточнить график поездов, и Бетти просит взять её с собой. По дороге Бетти слегка заигрывает со Стивом, чем очаровывает молодого человека, и они целуются. По приезде домой Бетти узнаёт от Ирмы, что домовладелец выгнал их из квартиры за неуплату. Не видя другого выхода, Бетти решает выйти замуж за Яна.
Вскоре после свадьбы Бетти понимает, что, несмотря на сравнительный достаток и доброе отношение Яна, ей не нравится жить однообразной и заурядной жизнью в этом глухом месте. Однажды, чтобы развеяться, Ян уговаривает Бетти пройтись вместе вдоль железнодорожных путей, пока он будет осуществлять обход. В самом конце подконтрольного Яну участка дорога проходит рядом с отвесной скалой, за которой следует мост. Остановившись, Бетти просит мужа пораньше выйти на пенсию, чтобы пожить на его накопления, однако он категорически отказывается, после чего расстроенная Бетти возвращается домой одна. Ян же вновь испытывает неожиданное жужжание в голове, после чего понимает, что полностью оглох. Тем же вечером доктор (Джек Дэйли) осматривает Яна. В этот момент из инспекционной поездки возвращается Стив, с удивлением обнаруживая, что Бетти вышла замуж за Яна. Доктор объясняет, что потеря Яном слуха не связана с какими-либо физиологическими нарушениями и носит психосоматический характер. Несколько дней спустя Ян направляется в город, чтобы подать прошение о досрочном выходе на пенсию в связи с потерей слуха. Переходя дорогу, он не слышит звук приближающегося автомобиля, который сбивает его с ног. После падения, когда Ян приходит в себя, он вдруг понимает, что слух к нему вернулся. В приподнятом настроении он направляется в офис своей компании, однако, вспомнив о настойчивых просьбах жены, чтобы он как можно скорее вышел на пенсию, Ян всё-таки решает пойти на обман компании и подаёт прошение об отставке. Вернувшись домой, Ян торопится сообщить жене, что слух к нему вернулся, однако она спит. Пока Ян уходит в свою комнату, в дом заходит Стив, который пытается объясниться Бетти в любви. Она начинает открыто заигрывать с ним, прямо заявляя, что бросит Яна, как только тот получит свои деньги. Ян решает сделать вид, что по-прежнему глух, чтобы разобраться, что о нём думает жена на самом деле. На следующий день после поездки в город Стив рассказывает Бетти, что по словам его друга-юриста, она не получит деньги в случае развода, а получит их только в случае смерти мужа. Этот разговор слышит и Ян. В течение следующих дней Бетти проклинает свою жизнь и оскорбляет своего мужа, обращаясь как к Стиву, так и говоря это Яну в лицо в уверенности, что он ничего не слышит. Вскоре Бетти заявляет Стиву, что Ян её избивает, что приводит Яна в шок. Решая выпутаться из сложившейся ситуации, Ян пишет письмо в железнодорожную компанию, сознаваясь, что сказал неправду о своей глухоте. Ночью Бетти расцарапывает себе руки, после чего тайком выбегает из дома в соседний домик Стива. Она рассказывает ему, что Ян якобы только что снова избил её, и в доказательство показывает разодранные руки. В ответ на это разгорячённый Стив говорит, что убьёт Яна. На следующее утро, пока Бетти загорает на солнце у дома, к ней подходит Стив. Бетти говорит, что если Стив готов выполнить то, что говорил ночью, то как раз сегодня самый подходящий день. Когда во время совместного осмотра путей они дойдут до обрыва, Стиву надо будет лишь слегка толкнуть Яна, чтобы тот упал в пропасть и разбился. Стив говорит, что вчера погорячился и не сможет убить человека, однако Бетти убеждает его, что ему нечего бояться. По её словам, все сочтут, что произошёл несчастный случай, зато они в один миг станут свободны и с деньгами Яна. Тем временем Ян показывает Профессору, что его слух полностью восстановился, после чего просит того доставить письмо в компанию. Когда Ян и Стив направляются на обход путей, Ян, который слышал последние слова Бетти, намеренно становится на край обрыва, как бы провоцируя Стива толкнуть его, однако тот не может заставить себя пойти на убийство даже ради любимой женщины. Бетти в волнении ожидает Стива дома, рассчитывая, что он вернётся один. Однако когда он приходит вместе с Яном, она заявляет Стиву, что он не мужик и не достоин её. Бетти демонстративно звонит Ирме и просит за ней заехать, чтобы отправиться на ночную гулянку. После перенесённого стресса Ян и Стив садятся вместе выпить, и пьют до самого утра, когда возвращается Бетти. Не замечая мужчин, Бетти проходит в свою комнату и начинает собирать свой чемодан. Её поведение вызывает ревность и ярость со стороны Стива, который набрасывается на Бетти в её комнате и начинает душить. Ян в соседней комнате слышит крики Бетти, и в конце концов заходит в комнату и, оттолкнув Стива, спасает её от смерти. Мужчины начинают драться между собой, и в этот момент Бетти берёт свой чемодан и уходит из дома. Их драку прерывает Профессор, который только что вернулся из города. Он передаёт Яну ответ из компании, из которого следует, что, несмотря на попытку обмана, с учётом его былых заслуг компания по-прежнему относится к Яну с уважением. Немного успокоившись, Стив уходит к себе, а Профессор дарит Яну щенка, на что тот замечает: «Надо было сразу выбрать собаку».

## В ролях
- Гуго Гаас — Ян «Ханки» Хорак
- Беверли Майклз — Бетти Хорак
- Аллан Никсон — Стив Ковальски
- Хоуленд Чемберлен — Профессор, бродяга
- Джо-Кэрролл Деннисон — Ирма, подруга Бетти
- Бернард Горси — торговец щенками
- Марк Лоэлл — человек за стойкой
- Джек Дэйли — доктор компании

## Создатели фильма и исполнители главных ролей
Как пишет историк кино Дэвид Хоган, «в конце 1930-х годов чешский актёр Гуго Гаас приехал в Голливуд, где начал успешную карьеру популярного характерного актёра. После 1950 года он поменял направление своей деятельности, став сценаристом, продюсером и режиссёром собственных тревожных и до определённой степени мизогинических картин о сексуальной нищете и обмане, где сам почти всегда играл роль несправедливо преданного мужа. Он процветал на этом мазохизме в течение десятилетия с такими низкобюджетными картинами, как „Девушка на мосту“ (1951), „Странное увлечение“ (1952), „Признание одной девушки“ (1953), „Наживка“ (1954) и „Другая женщина“ (1954)» . Рецензент фильма на сайте Film Noir of the Week отмечает, что «после вторжения нацистов Гаас был вынужден бежать из Чехословакии, и, как и многие другие его соотечественники, начал карьеру в Голливуде, но в отличие от них (в частности, от Билли Уайлдера), ничего большого в качестве режиссёра по-настоящему так и не достиг». Однако как актёр «он добился значительной славы в 1930-е годы в Чехословакии, а затем проявил себя как хороший актёр и в своих бедных эмоциональных картинах, которые ставил в Америке». И хотя «после этой картины категории В Гаас так и не поднялся на более высокий уровень, продолжая делать одну за одной малозначимые небольшие картины», его «можно похвалить за отвагу, так как он сам финансировал свои фильмы из той зарплаты, которую получал как актёр в голливудской студийной системе 1940-х годов». Как отмечается в рецензии, Гаас — это «подлинный представитель авторского кино, который всё ставит под свой контроль, от сценария до постановки и трактовки главных персонажей». Киновед Деннис Шварц вообще назвал Гааса «ныне забытым человеком эпохи Ренессанса», который, по мнению критика, «несправедливо более высоко ценится за свою актёрскую игру, чем за уникальный режиссёрский стиль», добавив, что «Гаас сам финансировал свои низкобюджетные фильмы».
Как отмечает историк кино Дэвид Хоган, «многие начинающие звёзды 1950-х годов решили (или им посоветовали) примерить на себя образ Мерилин Монро с её яркими светлыми волосами и манящим взглядом. Главными среди них были Джейн Мэнсфилд и Мейми Ван Дорен, у которых милая приятная внешность сочеталась с непременной, порой чрезмерной, сексуальностью. Затем шли звёздочки более низкого уровня, такие как Клео Мур, Джой Лэнсинг и Барбара Николс». Как отмечает Хоган, «одной из первых имитаторш Монро была и долговязая Беверли Майклз, экранный образ который был не просто сексуальным, но и очень забавным. Она многократно играла плохую девочку, но никогда это не было столь дёшево и язвительно, как в этом фильме, где она уморительно чудесна в роли гиперсексуальной волчицы». Как далее указывает Хоган, «Майклз, которая сыграла помимо этой картины также в фильме Гааса „Девушка на мосту“, стала его первой музой», после чего Гаас стал работать с «не менее избыточной Клео Мур». В свою очередь Майклз вслед за этой картиной снялась ещё в нескольких лентах, самыми значимыми среди которых были фильмы нуар «Порочная женщина» (1953), «Побег из тюрьмы» (1955), «Преданные женщины» (1955) и «Женщины без мужчин» (1956), после чего завершила свою кинокарьеру.

## История создания фильма
Как отмечает Хэл Эриксон, «это первый фильм отважного режиссёра Гуго Гааса, который он профинансировал самостоятельно. Фильм точно вписывается в русло, которым Гаас шёл во всех своих последующих экстравагантных картинах». Их сюжетную основу составляет «романтический треугольник с участием влюбляющегося мужчины средних лет, коварной блондинистой бабёнки и красавца».
Фильм произвела независимая компания Гааса Forum Productions, дистрибуцией картины занималась кинокомпания Columbia Pictures.
В основу сценария фильма положен роман Джозефа Копты «Сторож 47» (1926), сценарий написал Арнольд Филипс в соавторстве с Гаасом.
Как отмечено на сайте Film Noir of the Week, «часто кажется, что фильм снимали очень быстро, не особенно переживая по поводу того, что ту или иную сцену можно было бы сделать намного лучше, если её немного доработать».

## Оценка фильма критикой

### Общая оценка фильма
После выхода на экраны фильм не привлёк к себе особого внимания критики, а современные историки кино дают ему достаточно противоречивые оценки. Положительно оценивший картину Деннис Шварц назвал её «пугающей драмой, вращающейся вокруг любовного треугольника», который «отличает зловещая нуаровая атмосфера и прямота в подаче персонажей-лузеров». Рецензент сайта Film Fanatic написал, что «в этом своём первом американском фильме Гаас взял довольно стандартную историю об алчности и обмане мужа, сделав из неё классику дешёвого кино категории В». По мнению автора рецензии, «во многом этому способствует игра сексуальной Беверли Майклз — хотя она и не великая актриса, её забавные смешки и невозмутимость поведения подходят для роли идеально. Она никогда не переигрывает, создавая атмосферу ложной беззаботности, которая окутывает каждый её шаг. Лишь в самом конце она показывает, что и её нервы не стальные». Как далее указывается в рецензии, «сценарий Гааса чересчур предсказуем (особенно аспект с любовным треугольником), а его обманутый персонаж слишком наивен, чтобы в него можно было поверить. Однако эти недостатки искупаются множеством потрясающих обменов репликами, некоторыми изобретательными сюжетными поворотами (в частности, неожиданная глухота Гааса), и соблазнительным очарованием Майклз. Это определённо достойный фильм категории В». Майкл Кини отметил, что «это один из тех фильмов, в отношении которых вам будет неловко признать, что они вам нравятся. Производственные качества бедные, а игра посредственная. Тем не менее, он странным образом увлекает», и кроме того «приятно смотреть на высокую, длинноногую красавицу Майклз».
С другой стороны, как написал Ларри Лангман, «фильм малобюджетный, и это заметно», а его сюжет напоминает «Почтальон всегда звонит дважды» (1946), только в «версии для бедняков» . По мнению Леонарда Молтина, это «первая из безыскусных малобюджетных мелодрам» Гааса, которая однако достаточно «занимательна и не так плоха, как его более поздние картины». Рецензент Film Noir of the Week также отметил, что «фильм увлекательный, однако вряд ли даже в минимальной степени его можно назвать художественным достижением». Это история женщины, которая «силой своего блондинистого облика способна довести мужчину до убийства или даже до смерти. Такое можно было видеть много раз и ранее, и делалось это намного лучше». Всё, что здесь есть — это «лишь нищая охотница за богатством, которую не волнует ничего, кроме денег, и наивный старик, который ищет немного любви». По мнению критика, «всё представлено очень стереотипно и довольно мизогинично». В кинематографическом плане фильм также «ничего из себя не представляет», его «стиль скучный и неоригинальный», а «камера малоподвижна». Фарсовый характер картины подчёркивает и «безумная кучка плохо прописанных типовых персонажей», и «неубедительная, лишённая глубины и тонкости актёрская игра». Как далее пишет рецензент, «фильм представляет интерес только своим эксплуатационным характером и восхитительно бездарной Беверли Майклз». К достоинствам картины можно отнести «приличное количество шоковых ощущений, великолепную девушку и некоторые провокационные, рискованные наряды», что способно «привлечь внимание зрителя к короткому по продолжительности фильму». Также в картине «есть несколько ключевых эпизодов, которые делают её достойными просмотра». В итоге, по мнению критика, зритель получает «лишённое мозгов развлечение, увлекательное, но пустое». Фильм «мало что говорит и ни к чему не ведёт», в нём «нет динамики, он пуст в плане мотивов». Рецензент резюмирует свою оценку словами, что хотя «некоторые сцены не плохи, если взять их отдельно, однако целое не становится суммой его частей». Как написал историк кино Артур Лайонс, «одному Богу известно, почему вообще Columbia Pictures дала Гаасу свободу делать то, что он хочет, но именно это они и сделали».

### Оценка работы режиссёра и некоторые памятные сцены в фильме
Как пишет Фернандо Кроче, среди «железнодорожных нуаров», где-то между Жаном Ренуаром с его «Человеком-зверем» (1938) и Фритцем Лангом с его «Человеческим желанием» (1954) затесался «забытый Гуго Гаас со своими моржовыми усами и восточноевропейской иронией». Гаас, по мнению, критика, «работает клочковато, разрозненно, и всё же его кино абсолютно ясное — наплыв от решительного женского лица к отвергнутому орнаменту на свадебном торте в гостиной старого иммигранта задаёт фильму интригу, а паровозный свисток, слышимый на расстоянии, когда Никсон поджигает сигарету Майклз, придаёт ему новое направление». Как далее отмечает Кроче, «головокружения главного героя переходят в глухоту в эпизоде, который показывает, что Гаас смотрел „Великую любовь Бетховена“ (1937) Абеля Ганса». Критик также обращает внимание на «необыкновенно откровенный мазохизм» эстетики дешёвого нуара, который проявляется, в частности, в сцене, когда Майклз со смехом бросает в лицо якобы глухому Хаасу — «Ты лох!», а он смеётся в ответ со словами — «Очень весело, да?», после чего «его лицо приобретает зловещую расслабленность». Однако, как пишет Кроче, в отличие от многих других создателей нуаров, Хаас «по-прежнему любит свою героиню и избавляет её от типичной для роковой женщины смерти. Она лишь показывает Судьбе язык и уходит в направлении „Девушки на мосту“ (1951)».
По мнению Хогана, «самой сильной сценой фильма является эпизод, когда Гаас приходит домой, и Майклз, не зная о его восстановившемся слухе, изливает на него всю свою злобу и ненависть. Она его оскорбляет и прямо заявляет, что женилась ради денег, которые так и не получила. В финале этой сцены лицо Яна крупным планом выражает ужас и стыд». Обозреватель Film Noir of the Week выделяет «сцену игры в карты ближе к концу картины, где всё сделано с тщательно подобранными ракурсами и несколькими хорошими обменами репликами».

### Оценка актёрской игры
Критика обратила основное внимание на игру Беверли Майклз в роли роковой женщины. Рецензент Film Noir of the Week, в частности, отмечает, что в этой картине Майклз играет «платиновую блондинку, соблазнительницу, немного психопатическую роковую женщину с чудесными грудями, задницей и лицом. Игрушка, куколка, которая будет любить тебя, пока не захочет зарезать тебя». Как далее отмечает автор, «мы имеем дело с классической охотницей за богатством в традиции фильмов 1930-х годов. Женщина, которая опустошит ваш бумажник, прежде чем опустошить твою душу, а затем и жизнь. Она беспечна, эгоистична, пуста и холодна. Другими словами, её не интересует ничего, кроме собственного неконтролируемого благополучия». Как отмечает Хоган, «в фильмах, которые Гаас делал с Майклз, он умело позволял её игре доходить до грани пародии, но не далее. Персонажи, которых она играет, больше, чем жизнь, но они не невероятны». Зритель со «значительной долей смущения понимает, что такие люди, как Бетти есть повсюду — они думают слишком много и не слишком ясно о быстротечности молодости и намерены успеть добиться своей цели».